# Индијски океан
Индијски океан је трећи по величини океан на свету (после Атлантског океана и Тихог океана). Овај океан је добио име по Индији. Он заузима око 20% водене површине на Земљи. На северу се граничи са југоисточном Азијом (Индијски потконтинент), са запада са Арабијским полуострвом и Африком, са источне стране је Малајски архипелаг и Аустралија, а са јужне стране налази се Јужни океан (Јужни пол). Простире се дужином од скоро 10.000 km од Африке до Аустралије на површини од 73.556.000 km², укључујући Црвено море и Персијски залив. Запремина океана се процењује на 292.131.000 km³. Представља значајну везу између Африке и Азије поморским путем. Због његове величине, кроз историју ниједна нација није била у стању да га контролише, све до почетка 19. века када је Велика Британија контролисала велики број околних острва.
Погађају га земљотреси и ерупције вулкана. Један од подводних земљотреса крајем децембра 2004. изазвао је цунами, који је проузроковао преко 275.000 људских жртава, највише у Индонезији.

## Географија

### Клима
На климу северно од екватора утичу монсуни. Јаки североисточни ветрови дувају од октобра до априла, док од маја до октобра превладавају западни ветрови.
У Арапском мору, јаки монсуни доносе кишу на Индијски потконтинент. Ветрови на јужној полуци су генерално блажи, мада летње олује у подручју Маурицијуса могу бити врло снажне. Циклони понекад погађају обале Арапског мора и Бенгалског залива у време промена монсунских ветрова.
Индијски океан је најтоплији океан. Дугорочни записи о температури океана показују брзо и непрестано загревање у Индијском океану, од око 0,7—1,2 °C (1,3—2,2 °F) током 1901–2012. Загревање Индијског океана је највеће мећу тропским океанима, и око три пута је брже од загревања које је уочено на Пацифику. Истраживања индицирају да су људским делатностима индуковани ефекти стаклене баште, и промене фреквенције и магнитуде Ел Нињо догађаја узроци тако јаког загревања у Индијском океану.

### Хидрологија
Неке од већих река које утичу у Индијски океан су Замбези, Шат ел Араб, Инд, Ганг, Брамапутра, и Иравади. На морске струје значајно утичу Монсуни. Две велике кружне струје, једна на северној полутци која тече у смеру казаљки на сату, те једна јужно од екватора која тече обрнутим смером, доминирају струјама у океану. На дубокоморску циркулацију првенствено утичу водени токови из Атлантског океана и Црвеног мора те Антарктичке струје. Северно од 20° јужне географске ширине, минимална температура на површини је 22 °C, док на истоку прелази 28 °C. Јужно од 40° јужне географске ширине, температуре мора нагло падају. Салинитет се креће од 32 до 37 промила, с највећим износом у Арапском мору те у појасу између јужне Африке и југозападне Аустралије.
Залеђено море и санте леда опстају јужно од 65° јужне географске ширине кроз целу годину. Просечна северна граница појављивања санти леда је 45° јужне географске ширине.

### Дно океана
Афричка, Индијска и Антарктичка тектонска плоча сударају се у Индијском океану. Њихови су спојеви видљиви по гранама средњоокеанских гребена подморских вулкана који чине наопако слово Y.
Средњоиндијски гребен се од руба континенталног прага поред Мумбаја (Индија) спушта јужно, а у висини Мадагаскара се грана на Индијско-антарктички и Атлантско-индијски гребен. Од мањих гребена, Арапско-индијски се код Малдива одваја од Средњоиндијског и претеже се до рога Африке, а од Бенгалског залива према југу протеже се Бенгалски гребен.
Гребени деле океан у завале. Западно од Средњоиндијског гребена су Арапска, Сомалијска, Маскаренска, Мадагаскарска, Завала Агулхас и Југозападна индијска завала, а источно су Средњоиндијска, Северноаустралска, Западноаустралска, Јужноиндијска и Јужноаустралска завала. На самом југу је Индијско-антарктичка завала.
Континентални прагови су релативно уски, у просеку тек око 200 км, осим уз западну обалу Аустралије где им ширина премашује 1000 km. Просечна дубина океана је 3890 м. Најдубља тачка се процењује на 7450 м испод морског нивоа, у јарку Сунда. Северно од 50° јужне земљописне ширине, 86% базена је покривено пелагичким седиментима, од којих више од половине отпада на глобигерински муљ. Преосталих 14% је прекривено слојевима теригених (тј. који потичу с копна) седимената. Седименти глацијалног порекла доминирају дном на најјужнијем делу океана.

## Економија
Индијски океан је главна рута која повезује Блиски исток, Африку и источну Азију с Европом и Америкама. У океану је посебно интензиван промет нафтом и нафтним прерађевинама из нафтних поља у Персијском заливу и Индонезији.
Велике резерве угљоводоника црпе се испред обала Саудијске Арабије, Ирана, Индије и западне Аустралије. Процењује се да 4% светске морске производње нафте долази из Индијског океана. Песак на плажама, богат тешким минералима и његова подморска налазишта активно искориштавају обалне државе, посебно Индија, Јужноафричка Република, Индонезија, Шри Ланка и Тајланд.
Топлота Индијског океана одржава продукцију планктона ниском, осим уз северне рубове те у неколико распршених тачака широм океана. Живот у океану је, стога, ограничен. Рибарство је ограничено, али постаје од све већег значаја за околне земље. Рибарске флоте из Русије, Јапана, Јужне Кореје и Тајвана такође искориштавају Индијски океан, углавном ловећи рачиће и туну.

## Морски живи свет
Међу тропским океанима, западни Индијски океан има највећу концентрацију фитопланктонског цветања у лето, услед јаких монсунских ветрова. Монсунски ветрови узрокују подизање дубинске, нутријентима богате воде у површинске слојеве где је доступно довољно светлости за фотосинтезу и продукцију фитопланктона. Ова фитопланктонска цветања су основа морског екосистема, који се завршава већим врстама риба. Индијски океан представља други по величини регион економски вредног улова туњевине. Његова риба је од великог и растућег значаја за приобалне земље у погледу домаће потрошње и извоза. Рибарске флоте из Русије, Јапана, Јужне Кореје, и Тајвана исто тако користе Индијски океан, углавном за шкампе и туну.
Истраживања показују да растуће океанске температуре имају негативан утицај на морски екосистем. Једна студија фитопланктонских промена у Индијском океану је установила опадање заступљености фитопланктона и до 20%, током задњих шест деценија. Стопа улова туне такође је нагло опала у току задњих пола века, углавном због повећаног индустријског риболова, при чему загревање океана додаје додатни стрес на рибље врсте.

## Историја
Историја Индијског океана је обележена поморском трговином; културном и привредном разменом која датира уназад бар седам хиљада година. Најстарије људске цивилизације у Месопотамији, почевши са Сумером и древним Египтом започеле су у долинама река Еуфрат, Тигрис и Нил. Касније су се цивилизације развијале и у Персији. Током египатске Прве династије, морнари су послани на Индијски океан. Они су се вратили са златом и зачинима. Најстарија позната морска трговина потиче од пре 4500 година, а одвијала се између Месопотамије и народа у долини реке Инд.
Индијски океан је далеко мирнији и отворенији за трговину од Тихог или Атлантског океана. Снажни монсуни значили су повољан ветар и добар смер било када у години. То је отворило пут становницима Индонезије према Мадагаскару.

Између 1405. и 1433. кинески адмирал Џенг Хе повео је велику флоту Династије Минг на више путовања према Западном океану (тако Кинези зову Индијски океан), те је допловио до источне обале Африке. Године 1497. је Васко да Гама опловио Рт добре наде и тако постао први Европљанин који је допловио до Индијског океана. Након тога тешко наоружани европски бродови доминирају трговином. Португалија је прва покушала да заузме водећу улогу у трговини успостављањем утврђења на важним прелазима и лукама. Њихова хегемонија дуж обала Африке и Азије трајала је до средине 17. века. Касније су превласт Португалаца почеле да оспоравају остале европске силе. Борбе су се наставиле између Француске и Холандије, да би на крају Британци заузели водећу улогу 1815. године. Отварање Суецког канала 1869. оживело је европски интерес за Истоком, мада ни једна нација није успела да доминира трговином. Након краја Другог светскога рата Британци су се повукли из Индије. Данас је од борбе за превлашћу остао само атол Дијего Гарсија, којег уздржавају Британци и САД.
Дане 16. децембра 2004. догодио се велики цунами који је тешко погодио све државе с обалом на Индијском океану. Цунами је изазвао око 226.000 смртних случаја, а преко милион људи остало је без крова над главом.

## Главне луке и градови
- Колката, Индија
- Ченај, Индија
- Коломбо, Шри Ланка
- Дурбан, Јужна Африка
- Џакарта, Индонезија
- Карачи, Пакистан
- Мале, Малдиви
- Мумбај, Индија